# Ludvig Vilhelm i Bayern
Hertug Ludvig Vilhelm i Bayern (tysk: Ludwig Wilhelm Karl Norbert Theodor Johann Herzog in Bayern) (født 17. januar 1884 nær Tegernsee, død 5. november 1968 i Wildbad Kreuth i Landkreis Miesbach i Oberbayern i Tyskland) tilhørte slægten Wittelsbach, der var Bayerns kongehus indtil 1918.

## Forfædre
Hertug Ludvig Vilhelms mor var prinsesse Maria Josepha af Portugal (1857–1943). Hun var datter af Mikael 1. af Portugal (1802–1866).
Hertug Ludvig Vilhelms far var øjenlægen Karl Theodor, hertug i Bayern (1839–1909). Karl Theodor var dattersøn af kong Maximilian 1. Joseph af Bayern (1756–1825).

## Familie

### Søskende
Hertug Ludvig Vilhelm havde fire helsøskende:
- Sophie Adelheid (1875–1957), gift med greve Hans Veit zu Törring-Jettenbach; deres søn giftede sig med prinsesse Elisabeth af Grækenland og Danmark.
- dronning Elisabeth af Belgien (1876–1965), gift med kong Albert 1. af Belgien.
- hertuginde i Bayern Marie Gabrielle (1878–1912), gift med Rupprecht, kronprins af Bayern (1869–1955). Marie Gabrielle blev farmor til Max Emanuel, hertug i Bayern (født 1937), der er Ludvig Vilhelms adoptivsøn.
- Franz Joseph (1888–1912) havde polio og var ugift, men fik en søn. Franz Joseph er bl.a. farfar til juristen og politikeren Rupert von Plottnitz (født 1940).

Hertug Ludvig Vilhelm havde også en ældre halvsøster: Amalie „Amélie“ Maria (1865–1912). Hun var gift med hertug Wilhelm Karl von Urach (1864–1928), der i 1918 kortvarigt var Lithauens konge under navnet Mindaugas 2. af Litauen.

### Ægteskab og adoptivsøn
Hertug Ludvig Vilhelm var gift med prinsesse Eleonore Anna Lucie zu Sayn-Wittgenstein-Berleburg. De fik ingen børn, og hun døde i 1965.
Kort tid efter hustruens død adopterede hertug Ludvig Vilhelm prins Max Emanuel, der var hans søsters sønnesøn.
Herefter kaldt Max Emanuel sig hertug i Bayern, men det gik nogle år inden, at tronprætendent Albrecht af Bayern anerkendte titlen.